# Velten
Velten é um município da Alemanha, situado no distrito de Oberhavel, no estado de Brandemburgo. Tem 23,39 km² de área, e sua população em 2019 foi estimada em 12.179 habitantes.